# Marcel Hamelin
 (septembre 2011).
Si vous disposez d'ouvrages ou d'articles de référence ou si vous connaissez des sites web de qualité traitant du thème abordé ici, merci de compléter l'article en donnant les références utiles à sa vérifiabilité et en les liant à la section « Notes et références ».
Marcel Hamelin est un historien québécois né le 18 septembre 1937 à Saint-Narcisse.
Il a fait ses études à l'Université Laval où il a obtenu un doctorat ès lettres en histoire. 
Après avoir enseigné quelques années à Québec, il s'est joint à l'Université d’Ottawa en 1966. Il est devenu tour à tour, directeur du Département d’histoire, vice-doyen de l’Ecole des études supérieures et de la recherche, doyen de la Faculté des arts avant d'être nommé en 1990 recteur et vice-chancelier. Il a quitté ce poste en août 2001. 
Il est le frère de l’historien Jean Hamelin. 

## Honneurs
- 1979 - Membre de la Société royale du Canada
- 1992 - Médaille commémorative du 125e anniversaire de la confédération canadienne
- 1994 - Commandeur de l'ordre des Palmes académiques
- 1997 - Officier de l'ordre de la Pléiade
- 2000 - Prix du Bâtisseur communautaire de la ville d'Ottawa
- 2003 - Médaille du jubilé